# Elena Belci-Dal Farra
Elena Belci-Dal Farra (* 31. Mai 1964 in Turin) ist eine ehemalige italienische Eisschnellläuferin und Shorttrackerin.

## Werdegang
Dal Farra wurde im Eisschnelllauf 12-mal italienische Meisterin im Kleinen Vierkampf (1984, 1988–1998), fünfmal im Sprint-Mehrkampf (1989, 1991–1993, 1995), dreimal im Mini-Mehrkampf (1979, 1986, 1987) und jeweils einmal über die Distanzen 500 m, 1000 m, 1500 m, 3000 m sowie 5000 m. Zudem kam sie bei italienischen Meisterschaften fünfmal auf den zweiten Platz und trat international erstmals in der Saison 1979/80 in Erscheinung. Dabei lief sie bei den Juniorenweltmeisterschaften 1980 in Assen auf den 27. Platz im Mini-Mehrkampf und nahm an den Shorttrack-Weltmeisterschaften 1980 in Mailand teil, wobei sie die Goldmedaille mit der Staffel gewinnen können. Dies war ihre einzige Teilnahme an internationalen Shorttrack-Wettbewerben. In den folgenden Jahren belegte sie bei den Juniorenweltmeisterschaften 1982 in Innsbruck den 26. Platz im Mini-Mehrkampf, bei der Mehrkampfeuropameisterschaft 1983 in Heerenveen den 21. Rang und bei der Mehrkampfweltmeisterschaft 1983 in Karl Marx Stadt den 30. Platz im Kleinen Vierkampf. Zu Beginn der Saison 1986/87 nahm sie in Heerenveen erstmals am Eisschnelllauf-Weltcup teil, wobei sie den neunten Platz über 3000 m und den fünften Platz über 1500 m errang. Im weiteren Saisonverlauf erreichte sie mit drei weiteren Top-Zehn-Platzierungen den fünften Platz im Weltcup über 3000/5000 m und bei der 3-Bahnen-Tournee in Inzell den zweiten Platz über 1000 m. Zudem kam sie bei der Mehrkampfeuropameisterschaft 1987 in Groningen auf den 13. Platz und bei der Mehrkampfweltmeisterschaft 1987 in West Allis auf den 22. Rang im Kleinen Vierkampf. In der Saison 1987/88 wurde sie Achte im Weltcup über 3000/5000 m und belegte bei der Mehrkampfeuropameisterschaft 1988 in Kongsberg den 20. Platz und bei der Mehrkampfweltmeisterschaft 1988 in Skien den 13. Rang im Kleinen Vierkampf. Beim Saisonhöhepunkt, den Olympischen Winterspielen 1988 in Calgary, errang sie den 13. Platz über 3000 m und den 12. Platz über 5000 m.
Im folgenden Jahr rannte Dal Farra bei der Mehrkampfeuropameisterschaft 1989 in Berlin auf den 12. Platz und bei der Mehrkampfweltmeisterschaft 1989 in Lake Placid erneut auf den 13. Rang im Kleinen Vierkampf. Nach vier Top-Zehn-Ergebnissen im Weltcup zu Beginn der Saison 1989/90, siegte sie bei der 3-Bahnen-Tournee in Klobenstein im Mehrkampf und kam bei der Mehrkampfeuropameisterschaft 1990 in Heerenveen auf den neunten Platz im Kleinen Vierkampf. Im weiteren Saisonverlauf wurde sie bei der Mehrkampfweltmeisterschaft 1990 in Calgary Siebte im Kleinen Vierkampf und erreichte in Inzell über 3000 m ihre erste Podestplatzierung im Weltcup. Die Saison beendete sie auf dem achten Platz im Weltcup über 1500 m und auf dem fünften Rang im Weltcup über 3000/5000 m. In der Saison 1990/91 gewann sie erneut den Mehrkampf-Wettbewerb bei der 3-Bahnen-Tournee in Klobenstein und lief bei der Mehrkampfeuropameisterschaft 1991 in Sarajevo auf den neunten Platz sowie bei der Mehrkampfweltmeisterschaft 1991 in Hamar auf den 13. Rang im Kleinen Vierkampf. Im Weltcup kam sie in Davos über 3000 m auf den dritten Platz und zum Saisonende jeweils auf den siebten Platz im Weltcup über 1500 m sowie im Weltcup über 3000/5000 m. In der folgenden Saison wurde sie Zehnte im Weltcup über 3000/5000 m und errang bei der Mehrkampfeuropameisterschaft 1992 in Heerenveen auf den 11. Platz sowie bei der Mehrkampfweltmeisterschaft 1992 in Hamar auf den 15. Rang im Kleinen Vierkampf. Beim Saisonhöhepunkt, den Olympischen Winterspielen 1992 in Albertville, belegte sie den 19. Platz über 1500 m, den 14. Rang über 3000 m und den zehnten Platz über 5000 m.
In der Saison 1992/93 wurde Dal Farra mit sieben Top-Zehn-Platzierungen Sechste im Weltcup über 3000/5000 m und bei der Mehrkampfweltmeisterschaft 1993 in Berlin Achte im Kleinen Vierkampf. Zudem errang sie bei der 3-Bahnen-Tournee in Klobenstein den dritten Platz im Kleinen Vierkampf und verpasste als Vierte bei der Mehrkampfeuropameisterschaft 1993 in Heerenveen um 1,7 Punkten eine Medaille. Nachdem sie zu Beginn der Saison 1993/94 in Hamar über 5000 m zum dritten Mal im Weltcup den dritten Platz erringen konnte, wurde sie mit sechs weiteren Top-Zehn-Platzierungen, darunter Platz drei über 5000 m erneut Fünfte im Weltcup über 3000/5000 m. Beim Saisonhöhepunkt, den Olympischen Winterspielen 1994 in Lillehammer, belegte sie den 12. Platz über 1500 m und verpasste als Vierte über 5000 m um 0,65 Sekunden eine Medaille. In der Saison 1994/95 erreichte sie mit dem dritten Platz im Weltcup über 3000/5000 m ihr bestes Gesamtergebnis. Dabei kam sie achtmal unter den ersten Zehn und errang in Davos sowie in Innsbruck über 3000 m und in Hamar über 5000 m jeweils den dritten Platz. Zudem lief sie bei der Mehrkampfeuropameisterschaft 1995 in Heerenveen auf den neunten Platz sowie bei der Mehrkampfweltmeisterschaft 1995 in Savalen auf den 18. Rang im Kleinen Vierkampf.
In der folgenden Saison kam Dal Farra mit dem dritten Platz über 3000 m in Baselga di Piné sowie über 5000 m in Calgary letztmals im Weltcup aufs Podest und mit fünf weiteren Top-Zehn-Resultaten auf den vierten Platz im Weltcup über 3000/5000 m. Bei der Mehrkampfeuropameisterschaft 1996 in Heerenveen belegte sie den achten Platz, bei der Mehrkampfweltmeisterschaft 1996 in Inzell den 18. Rang im Kleinen Vierkampf und bei den Einzelstreckenweltmeisterschaften 1996 in Hamar den 17. Platz über 1500 m sowie den achten Rang über 3000 m. Außerdem holte sie dort die Bronzemedaille über 5000 m. Im folgenden Jahr errang sie bei der Mehrkampfeuropameisterschaft in Heerenveen den 13. Platz und bei der Mehrkampfweltmeisterschaft in Nagano den 23. Rang im Kleinen Vierkampf. In der Saison 1997/98 lief sie in Innsbruck mit dem dritten Platz über 5000 m im Weltcup letztmals aufs Podest und wurde damit erneut Fünfte im Weltcup über 3000/5000 m. Zudem erzielte sie bei der Mehrkampfeuropameisterschaft 1998 in Helsinki den neunten Platz und bei der Mehrkampfweltmeisterschaft 1998 in Heerenveen den 22. Rang im Kleinen Vierkampf. Beim Saisonhöhepunkt, den Olympischen Winterspielen 1998 in Nagano, belegte sie den 11. Platz über 3000 m und den neunten Rang über 5000 m. Letztmals international startete sie bei den Einzelstreckenweltmeisterschaften 1998 in Calgary, wobei sie den 14. Platz über 3000 m und den sechsten Platz über 5000 m errang.

## Erfolge

### Olympische Spiele
- 1988 Calgary: 12. Platz 5000 m, 13. Platz 3000 m
- 1992 Albertville: 10. Platz 5000 m, 14. Platz 3000 m, 19. Platz 1500 m
- 1994 Lillehammer: 4. Platz 5000 m, 12. Platz 1500 m
- 1998 Nagano: 9. Platz 5000 m, 11. Platz 3000 m

### Mehrkampf-Weltmeisterschaften
- 1983 Karl Marx Stadt: 30. Platz Kleiner Vierkampf
- 1987 West Allis: 22. Platz Kleiner Vierkampf
- 1988 Skien: 13. Platz Kleiner Vierkampf
- 1989 Lake Placid: 13. Platz Kleiner Vierkampf
- 1990 Calgary: 7. Platz Kleiner Vierkampf
- 1991 Hamar: 13. Platz Kleiner Vierkampf
- 1992 Heerenveen: 15. Platz Kleiner Vierkampf
- 1993 Berlin: 8. Platz Kleiner Vierkampf
- 1995 Savalen: 18. Platz Kleiner Vierkampf
- 1996 Inzell: 18. Platz Kleiner Vierkampf
- 1997 Nagano: 23. Platz Kleiner Vierkampf
- 1998 Heerenveen: 22. Platz Kleiner Vierkampf

### Einzelstrecken-Weltmeisterschaften
- 1996 Hamar: 3. Platz 5000 m, 8. Platz 3000 m, 17. Platz 1500 m
- 1998 Calgary: 6. Platz 5000 m, 14. Platz 3000 m

### Mehrkampf-Europameisterschaften
- 1983 Heerenveen: 21. Platz Kleiner Vierkampf
- 1987 Groningen: 13. Platz Kleiner Vierkampf
- 1988 Kongsberg: 20. Platz Kleiner Vierkampf
- 1989 Berlin: 12. Platz Kleiner Vierkampf
- 1990 Heerenveen: 9. Platz Kleiner Vierkampf
- 1991 Sarajevo: 9. Platz Kleiner Vierkampf
- 1992 Heerenveen: 11. Platz Kleiner Vierkampf
- 1993 Heerenveen: 4. Platz Kleiner Vierkampf
- 1995 Heerenveen: 9. Platz Kleiner Vierkampf
- 1996 Heerenveen: 8. Platz Kleiner Vierkampf
- 1997 Heerenveen: 13. Platz Kleiner Vierkampf
- 1998 Helsinki: 9. Platz Kleiner Vierkampf

### Shorttrack-Weltmeisterschaften
- 1980 Mailand: 1. Platz Staffel

## Persönliche Bestleistungen im Eisschnelllauf
| Disziplin | Zeit        | Datum             | Ort             |
| --------- | ----------- | ----------------- | --------------- |
| 500 m     | 42,60 s     | 24. Januar 1988   | Baselga di Piné |
| 1000 m    | 1:23,10 min | 24. Januar 1988   | Baselga di Piné |
| 1500 m    | 2:04,28 min | 7. Dezember 1997  | Heerenveen      |
| 3000 m    | 4:13,13 min | 13. Dezember 1997 | Hamar           |
| 5000 m    | 7:15,58 min | 16. Februar 1998  | Nagano          |